# République autonome d'Épire du Nord

Le drapeau de la république autonome.

La république autonome d’Épire du Nord est un État auto-proclamé puis une région autonome de la principauté d’Albanie créé et dissout en 1914. Sa capitale est Argyrokastro et sa population, majoritairement chrétienne orthodoxe, parle le grec et/ou le dialecte albanais tosque.

## Populations et territoire
Le dernier recensement organisé par les Ottomans en 1908 décompte 128 000 sujets orthodoxes et 95 000 autres musulmans. En 1965 parmi les chrétiens, 30 000 à 47 000 parlaient exclusivement le grec moderne. Le reste de la communauté étaient bilingue : la population parlait le dialecte albanais tosque à la maison mais étaient alphabétisée qu’en grec et utilisaient cette langue dans ses activités culturelles, commerciales et économiques.
Le territoire de la république autonome correspond à celui de l’Épire du Nord et couvre environ 6 444 km2. La densité y est d’environ 35 habitants au kilomètre carré.

## Histoire

L'Épire, une région à cheval sur la Grèce et l'Albanie. Sur cette carte on peut voir l'extension approximative de l'Épire antique (en gris), de la partie administrée par la Grèce (en orange), de la partie habitée majoritairement par des Grecs (en vert) et les limites de l'« Épire du Nord » en pointillés. Gjirokastre (ex-Argyrokastro) et Korçë (ex-Koritsa) sont les deux principales villes de l'Épire du Nord.

Pendant la première guerre balkanique, le royaume de Grèce reconquiert l’Épire, jusque-là sous domination ottomane. Mais les grandes puissances européennes (et surtout l’Italie et l’Autriche-Hongrie) lui refusent la possession de la partie Nord du territoire, qui est confiée à la toute nouvelle principauté d’Albanie.
L’armée hellène évacue donc l’Épire du Nord mais la population locale, majoritairement orthodoxe et pro-grecque, proclame son indépendance le 28 février 1914. Un conflit armé s’ensuit donc et l’Albanie est contrainte de reconnaître l’autonomie locale le 17 mai 1914, avec le protocole de Corfou. En échange, les Épirotes reconnaissent la suzeraineté du prince albanais Guillaume de Wied et cessent de revendiquer l’énosis. 
Cependant, l’instabilité politique de l’Albanie et l’éclatement de la Première Guerre mondiale rendent impossibles l’application du protocole de Corfou. Avec l’autorisation des grandes puissances, la Grèce reconquiert donc à nouveau le territoire, et le gouvernement local, dirigé par Georgios Christakis-Zographos, s’auto-dissout le 27 octobre 1914.

## Gouvernement
- Président : Georgios Christakis-Zographos
- Ministres : Alexandros Karapanos (Affaires étrangères) ; Dimítrios Doúlis (Affaires militaires) ; Ioannis Parmenidis (Economie) ; Vasileios de Dryinoupolis (Justice et Affaires religieuses)
- Autres membres : Germanos de Korytsa ; Spyridon de Vella et Konitsa
- Capitaine d’Himara : Spyros Spyromilios

## Symboles

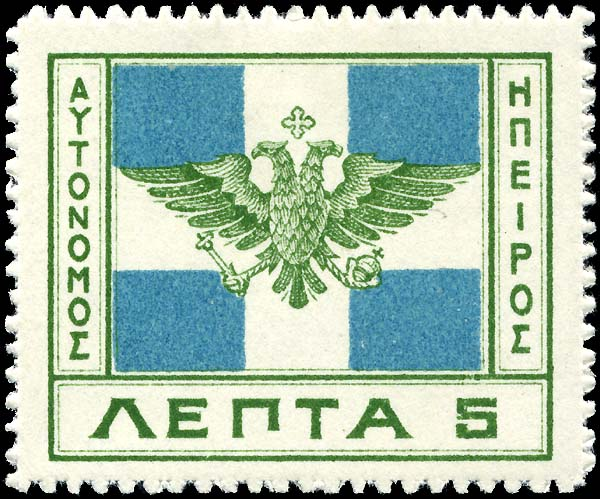
Timbre épirote arborant le drapeau national (1914).

Le drapeau épirote est une variante de l'étendard grec : il est composé d’une croix blanche sur fond bleu, frappée d’une aigle à deux têtes byzantin de couleur noire.
Le gouvernement épirote a également émis des timbres-poste.